# Matias d'Albuquerque
Matias de Albuquerque, comte d'Alegrete, né à Olinda en 1580 et mort à Lisbonne le 9 juin 1647, est un général portugais qui fut envoyé au Brésil en 1628 pour défendre cette colonie contre les Hollandais. À son retour au Portugal, il prit une grande part à la révolution qui plaça sur le trône la maison de Bragance.
En 1644 il a vaincu les Espagnols dans la bataille de Montijo et a été récompensé par le Roi D. João IV avec le titre de premier Comte d’Alegrete.

## Source
Cet article comprend des extraits du Dictionnaire Bouillet. Il est possible de supprimer cette indication, si le texte reflète le savoir actuel sur ce thème, si les sources sont citées, s'il satisfait aux exigences linguistiques actuelles et s'il ne contient pas de propos qui vont à l'encontre des règles de neutralité de Wikipédia.